# Turanogryllus globosiceps
Turanogryllus globosiceps är en insektsart som först beskrevs av Lucien Chopard 1960.  Turanogryllus globosiceps ingår i släktet Turanogryllus och familjen syrsor. Inga underarter finns listade i Catalogue of Life.